# کریستینا کول
کریستینا کول (انگلیسی: Christina Cole؛ زادهٔ ۸ مهٔ ۱۹۸۲) بازیگر اهل بریتانیا است. وی از سال ۲۰۰۲ میلادی تاکنون مشغول فعالیت بوده‌است.
از فیلم‌ها یا برنامه‌های تلویزیونی که وی در آن نقش داشته‌است می‌توان به بچه رزماری، جولین فلوز بررسی می‌کند: مرموزترین قتل، کازینو رویال، اِما، خانم پتیگرو، هکس، جزیره شیطان و چیزی که یک دختر می‌خواهد اشاره کرد.